# کالج فرانسه
کالج فرانسه (به فرانسوی: Collège de France) که پیش‌تر کلژ رویال (به فرانسوی: Collège des lecteurs royaux) نامیده می‌شد، یک بنیاد پژوهشی و آموزشی بزرگ است که فرانسوای اول آن را در سال ۱۵۳۰ بنا کرد. این بنیاد در منطقهٔ پنجم پاریس، در میدان مارسِلَن (Place Marcelin-Berthelot) و در کارتیه لاتن قرار دارد.
دو امر پژوهش و آموزش به این بنیاد که هدفش «دانش در راستای گسترش تمامی رشته‌های ادبی، علمی و هنری» است، گره خورده‌است. کلژ دو فرانس کلاس‌هایی رایگان با ردهٔ علمی بسیار بالا ارائه می‌دهد که ورود به آن برای همه بدون نیاز به ثبت‌نام مقدور است. از همین روست که این مکان از نقطه نظرِ آزاداندیشی درخور توجهی ویژه در فرانسه است.
انتخاب‌شدن به عنوان استاد در کلژ دو فرانس و صاحب کرسی شدن یکی از بالاترین رده‌های آموزش عالی در فرانسه است. رولان بارت بین سال‌های ۱۹۷۷ تا ۱۹۸۰ استاد کرسی نشانه‌شناسی در کلژ دو فرانس بود. این بنیاد حدوداً ۵۰ کرسی دارد که سرفصل آن‌ها با توجه به آخرین تحولات علمی تعیین می‌گردد. (برای نمونه کرسی درس ادبیات ممکن است به علت تحولات علمی حذف و کرسی درس ریاضیات جایگزین آن شود) صاحب هر کرسی بر پایهٔ دیدگاه‌های همتایان خود، فعالیت‌های غیردانشگاهی‌اش برگزیده می‌شود و نه بر اساس آن عناوین دانشگاهی که داراست.
کلژ دو فرانس از اعضای وابسته به دانشگاه پی‌اس‌ال است.

## تاریخچه
این بنیاد پیش‌تر «کُلِژ رویال» نامیده می‌شد. در سال ۱۸۷۰ این نام کنونی، کلژ دو فرانس، برای آن برگزیده شد. در سدهٔ شانزدهم، این بنیاد زبان فرانسوی را زبان آموزش برخی از دروس اعلام کرد؛ در حالی که سوربن تا سده‌ها آموزش را به زبان لاتین ادامه می‌داد.
در سال ۱۵۳۰، سرکتابدار سلطنتی، گیوم بوده، که مترجم بزرگ آثار دوران باستان نیز بود به پادشاه، فرانسوای اول، پیشنهاد کرد تا بنیادی ایجاد کند. هدف آن بود که در این بنیاد آموزشی و پژوهشی دروسی تدریس شود که دانشگاه پاریس از تدریسشان سر باز می‌زد.